# Arquidiocese de Perugia-Città della Pieve
A Arquidiocese de Perugia-Città della Pieve (em latim: Archidiœcesis Perusina-Civitatis Plebis), é uma circunscrição eclesiástica da Igreja Católica na Itália, pertencente à Província Eclesiástica da Úmbria e à Conferenza Episcopale Italiana.
Em 2019 contava 255 mil batizados numa população de 285 mil habitantes. É atualmente governada por Gualtiero Bassetti.

## Territorio
A sé está na cidade de Perugia, e da arquidiocese fazem parte 155 paróquias.

## História
A diocese foi constituìda no século II e erguida a arquidiocese em 1882. Foi unida em 1986 à Diocese de Città della Pieve.

## Cronologia dos arcebispos e bispos-auxiliares do século XX
Arcebispos recentes:
| #                 | Nome                          | Período     | Notas                                                                  |
| Arcebispos        | Arcebispos                    | Arcebispos  | Arcebispos                                                             |
| ----------------- | ----------------------------- | ----------- | ---------------------------------------------------------------------- |
|                   | Ivan Maffeis                  | 2022 -atual |                                                                        |
|                   | Gualtiero Bassetti            | 2009-2022   |                                                                        |
|                   | Giuseppe Chiaretti †          | 1995-2009   |                                                                        |
|                   | Ennio Antonelli               | 1988-1995   |                                                                        |
|                   | Cesare Pagani †               | 1981-1988   |                                                                        |
|                   | Fernando Lambruschini †       | 1968-1981   |                                                                        |
|                   | Rafael Baratta †              | 1959-1968   |                                                                        |
|                   | Pietro Parente †              | 1955-1959   | nomeado arcebispo titulór de Ptolemais in Thebaide                     |
|                   | Mário Vianello †              | 1943-1955   |                                                                        |
|                   | João Batista Rosa †           | 1922-1942   |                                                                        |
|                   | João Beda Cardinale, O.S.B. † | 1910-1922   | Nomeado Núncio apostólico na Argentina                                 |
|                   | Dàrio Mattei-Gentili †        | 1895-1910   |                                                                        |
| Bispos-auxiliares |                               |             |                                                                        |
|                   | Marco Salvi                   | 2019-2022   | Nomeado Bispo de Civita Castellana                                     |
|                   | Paolo Giulietti               | 2014-2019   | Nomeado Arcebispo de Lucca                                             |
|                   | Giovanni Benedetti            | 1974-1976   | Nomeado Bispo de Foligno                                               |
|                   | Agostino Ferrari Toniolo      | 1967-1969   | Nomeado Presidente do Pontifício Conselho para as Comunicações Sociais |
|                   | Diego Parodi, M.C.C.I.        | 1966-1972   | Nomeado Bispo auxiliar de Nápoles                                      |